# Ulla Malmström
Ulla Malmström, gift Kjellgren, född 17 september 1923 i Johannes församling i Stockholm, död 9 mars 2011 i Västerleds församling i Stockholm, var en svensk skådespelare.
Hon är begravd på Bromma kyrkogård.

## Filmografi
- 1945 – 13 stolar
- 1946 – Kristin kommenderar
- 1973 – Stenansiktet

## Teater

### Roller (ej komplett)
| År   | Roll            | Produktion                                                          | Regi           | Teater                    |
| ---- | --------------- | ------------------------------------------------------------------- | -------------- | ------------------------- |
| 1947 | Brita Welamsson | Dagen slutar tidigt Ingmar Bergman                                  | Ingmar Bergman | Göteborgs stadsteater     |
| 1948 | Häxa 2          | Macbeth William Shakespeare                                         | Ingmar Bergman | Göteborgs stadsteater     |
| 1948 | Bianca          | Så tuktas en argbigga (The Taming of the Shrew) William Shakespeare | Josef Halfen   | Fästningsspelen i Varberg |
| 1949 | Marie           | En vildfågel Jean Anouilh                                           | Ingmar Bergman | Göteborgs stadsteater     |
| 1950 | Levalätt        | Guds ord på landet Ramón del Valle-Inclán                           | Ingmar Bergman | Göteborgs stadsteater     |
| 1957 |                 | Ett dockhem Henrik Ibsen                                            | Helge Hagerman | Riksteatern               |
| 1968 | Tiggerskan      | Bernardas hus Federico Garcia Lorca                                 | Bengt Ekerot   | Stockholms stadsteater    |

## Radioteater

### Roller
| År   | Roll      | Produktion                         | Regi        |
| ---- | --------- | ---------------------------------- | ----------- |
| 1950 | Asta Berg | Anders och valfisken Gunnar Falkås | Lars Madsén |